# القشب (حبيش)

تعديل مصدري - تعديل

القشب محلة تابعة لقرية راجم، التابعة لعزلة جبل عميقة بمديرية حبيش إحدى مديريات محافظة إب في الجمهورية اليمنية، بلغ تعداد سكانها 23 حسب تعداد اليمن لعام 2004.